# Rubus fuscicaulis
Rubus fuscicaulis är en rosväxtart som beskrevs av E.S. Edees. Rubus fuscicaulis ingår i släktet rubusar, och familjen rosväxter. Inga underarter finns listade i Catalogue of Life.